# Shady Records
Shady Records ([ʃeɪdi]) est un label discographique de hip-hop américain, situé à Detroit, dans le Michigan. Il est fondé en 1999 par le rappeur Eminem et son agent Paul Rosenberg, après la sortie de The Slim Shady LP. Le label est sous la tutelle d'Interscope Records aux États-Unis et de Polydor pour le reste du monde. Le logo du label est dessiné par Mr.Cartoon, tatoueur d'Eminem, qui a également créé le logo du groupe D12. Le label recense de grands artistes depuis sa création, et a vendu 40 millions d'albums en janvier 2011.

## Histoire

### Lancement et succès (2000–2004)

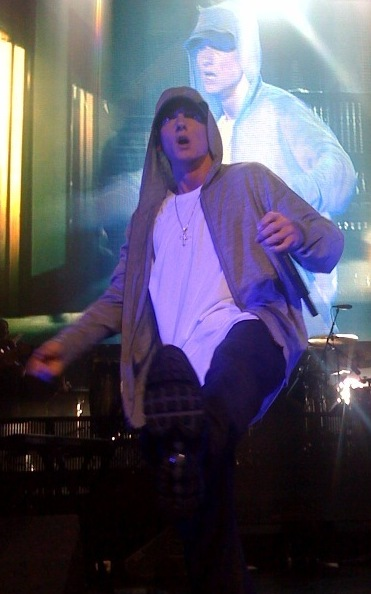
Le rappeur Eminem fonde Shady Records en 1999.

Après la publication de The Slim Shady LP d'Eminem, ce dernier lance son propre label à la fin de 1999 aux côtés de son agent, Paul Rosenberg. Eminem cherchait un moyen de publier son groupe, D12, et Rosenberg prévoyait de lancer son label, ce qui mène les deux à lancer Shady Records. D12 est le premier groupe signé au label. En juin 2001, D12 publie Devil's Night, qui atteint la première place du Billboard 200.  Obie Trice est présenté à Eminem par le membre du groupe Bizarre. Eminem le signe en juin 2001 comme second artiste à Shady Records,. Obie Trice attire l'intérêt du public à travers un freestyle extrait de l'album Devil's Night.
En travaillant sur son film 8 Mile, Eminem fait la rencontre de 50 Cent. Eminem avait écouté les premières mixtapes de 50 Cent, données à Dr. Dre, et décide de lui donner sa chance. 50 Cent devient le premier artiste solo à signer à Shady Records et Aftermath Entertainment. La bande-son de 8 Mile est le troisième album publié par Shady Records après The Eminem Show,. Le premier single s'intitule Lose Yourself, nommé à plusieurs reprises et récompensé de l'Academy Award dans la catégorie « meilleure chanson originale » ; il s'agit du tout premier single hip-hop à être récompensé,,. Le second single s'intitule Wanksta de 50 Cent, qui se popularisera dans la ville natale du rappeur. À cette période, Eminem conclut un contrat avec DJ Green Lantern, qui publie la première mixtape du label, Invasion!, en 2002. Il devient DJ pour Eminem pendant sa tournée Anger Management Tour.

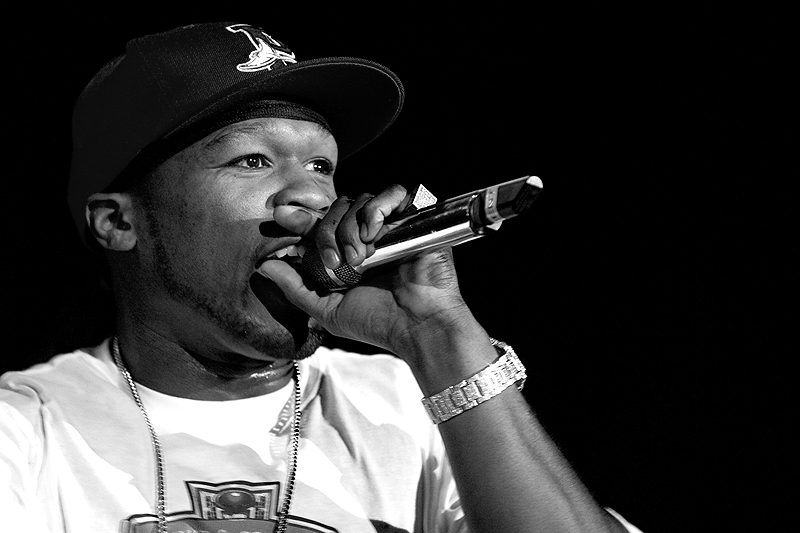
50 Cent signe au label en 2002, et y publie son premier album qui sera certifié disques de platine.

Le quatrième album publié à Shady Records est Get Rich or Die Tryin' de 50 Cent, en février 2003. Il devient le premier album solo le plus rapidement vendu dans l'histoire de l'industrie musicale américaine. L'album suivant à être publié à Shady Records est l'album Cheers d'Obie Trice, six mois plus tard. Malgré le bon chiffre de ventes, l'album est éclipsé par la musique de 50 Cent à cette période.
À la fin de 2003, Dr. Dre et Eminem signent un contrat avec le rappeur Stat Quo. Stat Quo devient le deuxième artiste signé à Shady et Aftermath, après50 Cent. L'année suivante assiste à la publication du deuxième album de D12, D12 World. Toujours en 2004, Eminem et Rosenberg s'allient à Sirius Satellite Radio qui diffusera leur émission de radio Shade 45,. Le DJ de Shady Records, DJ Green Lantern, anime sa propre émission et le DJ du G-Unit DJ de 50 Cent, DJ Whoo Kid, anime G-Unit Radio chaque samedi.

### Développement (2004–2008)
2005 assiste à la publication de l'album The Massacre de 50 Cent, qui se vendra à 1,14 million d'exemplaires en quatre jours seulement,. L'album est un succès commercial, et passe à seulement 32 000 exemplaires de devenir l'album le plus vendu de l'année. Dans la chanson Piggy Bank, extraite de l'album, 50 Cent insulte plusieurs artistes comme Jadakiss. La rivalité entre Jadakiss et 50 Cent mène indirectement au départ de DJ Green Lantern de Shady Records. Quelques mois après la sortie de The Massacre, Jadakiss apparaît dans un street DVD parlant au téléphone avec DJ Green Lantern, la conversation étant mise sur haut-parleur sans que ce dernier ne soit au courant. Le DJ partage son avis concernant cette rivalité. À la sortie du DVD, et scandalisé par ce qu'il a appris, Green Lantern quitte Shady Records et Shade 45, et son prochain album, Armageddon, ne sera pas publié au label.
En août 2005, Eminem et le magazine XXL s'associent pour une édition spéciale appelée XXL Presents Shade 45. 2005 assiste aussi à la signature de Bobby Creekwater au label.
Au début de 2006, le rappeur Cashis se joint à Shady Records, après avoir envoyé une démo à Eminem,. Plus tard en 2006, Obie Trice publie son deuxième album, Second Round's on Me. Cependant, il ne parvient pas à atteindre le succès commercial de son premier album, sans doute à cause de l'état du déclin l'industrie du hip-hop. L'album présente un style musical différent d'Obie Trice. Second Round's on Me est considéré par la presse spécialisée comme un album plus sérieux et sombre que son premier opus,.

### Shady 2.0 (depuis 2009)
Le 12 janvier 2011, le supergroupe Slaughterhouse et le rappeur Yelawolf sont apparus sur la couverture du célèbre magazine de hip-hop XXL avec Eminem à leurs côtés. Après des mois de négociations, Slaughterhouse composé de Crooked I, Joell Ortiz, Royce da 5'9" et de Joe Budden ont enfin signé chez Shady Records ainsi que le célèbre rappeur d'Alabama Yelawolf. Le 2 mars 2011, un son appelé "2.0 Boys" a été divulgé sur internet pour promouvoir la nouvelle écurie de Shady Records. La chanson est réalisée par Eminem et est interprétée par toute l'équipe Shady 2.0.
Le 25 avril 2011, Eminem et Royce da 5'9" ont annoncé leur intention de faire équipe sur un EP en commun, sous le nom de Bad Meets Evil. Eminem s'est exprimé sur le sujet dans un communiqué: "J'ai recommencé à traîner avec Royce et cela nous a inévitablement ramenés à nous produire en studio". Eminem a annoncé le projet sur Twitter le 2 mai 2011. Le titre de l'EP provient d'une de leurs précédentes collaborations, faite douze ans plus tôt sur l'album The Slim Shady LP d'Eminem: le titre "Bad Meets Evil" finissait par la phrase « See you in hell for the sequel ». L'EP sortira le 21 juin 2011, sous le nom de Hell: The Sequel.
Après le succès de son album The Marshall Mathers LP 2 en 2013, Eminem sort Shady XV fin 2014, une compilation pour fêter les 15 ans du label avec morceaux inédits des artistes actuel ainsi qu'un deuxième disque comprenant tous les classiques du label, y compris ceux des anciens artistes. Elle sera suivie par Love Story de Yelawolf en 2015[réf. nécessaire]. Au début de 2017, il est annoncé que les deux frères Westside Gunn et Conway The Machine, de Buffalo, sont les nouvelles signatures du label, auxquels viendra s'ajouter Boogie, le rappeur de Compton, en octobre 2017. Durant ce même mois, Yelawolf annonce que son album Trial By Fire sortira le 27 octobre[réf. nécessaire].

## Artistes

### Artistes actuels
- Eminem
- D12 (groupe composé de Eminem, Kuniva, Swifty McVay, Bizarre, Kon Artis, Bugz, Proof (rappeur) et Fuzz Scoota)
- Nasaan
- Bad Meets Evil (duo composé d'Eminem et Royce da 5'9")
- Westside Boogie
- GRIP
- Ez Mil

### Producteurs et DJ affiliés
- Eminem
- Mr. Porter
- The Alchemist
- Luis Resto
- Jeff Bass

### Anciens artistes
- DJ Green Lantern (de 2002 à 2005)
- Stat Quo (de 2003 à 2008)
- Ca$his (de 2005 à 2011)
- Obie Trice (de 2001 à 2008)
- Bobby Creekwater (de 2005 à 2009)
- 50 Cent (de 2003 à 2014)
- Slaughterhouse (de 2011 à 2018) (supergroupe composé de Royce da 5'9", Kxng Crooked, Joe Budden et Joell Ortiz)
- Yelawolf (de 2011 à 2018)
- Westside Gunn (de 2017 à 2020)
- Conway The Machine (de 2017 à 2020)

## Labels rattachés
- Interscope Records (États-Unis)
- Polydor (Europe & autres)
- Aftermath Entertainment
- Griselda Records

## Discographie
| Artiste                                                                     | Album                                                            | Détails                                                                                                  |
| --------------------------------------------------------------------------- | ---------------------------------------------------------------- | --- |
| D12                                                                         | Devil's Night                                                    | - Date de sortie : 5 juin 2001 - Position au Billboard 200 : 1 - Certification RIAA : Platine            |
| Eminem                                                                      | The Eminem Show (réalisé avec Aftermath)                         | - Date de sortie : 21 mai 2002 - * Position au Billboard 200 : 1 - Certification RIAA : Diamant          |
| Eminem                                                                      | 8 Mile Soundtrack                                                | - Date de sortie : 29 octobre 2002 - Position au Billboard 200 : 1 - Certification RIAA : 5× Platine     |
| 50 Cent                                                                     | Get Rich or Die Tryin' (réalisé avec Aftermath)                  | - Date de sortie : 6 février 2003 - Position au Billboard 200 : 1 - Certification RIAA : 8× Platine      |
| Obie Trice                                                                  | Cheers                                                           | - Date de sortie : 23 septembre 2003 - Position au Billboard 200 : 5 - Certification RIAA : Or           |
| D12                                                                         | D12 World                                                        | - Date de sortie : 27 avril 2004 - Position au Billboard 200 : 1 - Certification RIAA : 2 × Platine      |
| Eminem                                                                      | Encore (réalisé avec Aftermath)                                  | - Date de Sortie : 16 novembre 2004 - Position au Billboard 200 : 1 - Certification RIAA : 4× Platine    |
| 50 Cent                                                                     | The Massacre (réalisé avec Aftermath)                            | - Date de sortie : 3 mars 2005 - Position au Billboard 200 : 1 - Certification RIAA : 5× Platine         |
| Obie Trice                                                                  | Second Round's on Me                                             | - Date de sortie : 15 septembre 2006 - Position au Billboard 200 : 8 - Certification RIAA : Or           |
| Eminem                                                                      | Eminem Presents: The Re-Up                                       | - Date de sortie : 5 décembre 2006 - Position au Billboard 200 : 2 - Certification RIAA : Platine        |
| Ca$his                                                                      | The County Hound EP (en)                                         | - Date de sortie : 22 mai 2007 - Position au Billboard 200 : 106 - Certification RIAA : —                |
| 50 Cent                                                                     | Curtis (réalisé avec Aftermath)                                  | - Date de sortie : 11 septembre 2007 - Position au Billboard 200 : 2 - Certification RIAA : Platinex3    |
| Eminem                                                                      | Relapse (réalisé avec Aftermath)                                 | - Date de Sortie : 19 mai 2009 - Position au Billboard 200 : 1 - * Certification RIAA : 2 × Platine      |
| 50 Cent                                                                     | Before I Self Destruct (réalisé avec Aftermath)                  | - Date de sortie : 9 novembre 2009 - Position au Billboard 200 : 5 - Certification RIAA :                |
| Eminem                                                                      | Recovery (réalisé avec Aftermath)                                | - Date de Sortie : 18 juin 2010 - Position au Billboard 200 : 1 - Certification RIAA : —                 |
| Bad Meets Evil                                                              | Hell: The Sequel                                                 | - Date de sortie : 14 juin 2011 - Position au Billboard 200 : 1 - Certification RIAA : disque de platine |
| Yelawolf                                                                    | Radioactive                                                      | - Date de sortie : 21 novembre 2011 - Position au Billboard 200 : 27 - Certification RIAA : —            |
| Slaughterhouse                                                              | Welcome to: Our House                                            | - Date de sortie : 28 août 2012 - Position au Billboard 200 : 2 - Certification RIAA : —                 |
| Eminem                                                                      | The Marshall Mathers LP 2 (réalisé avec Aftermath)               | - Date de sortie : 5 novembre 2013 - Position au Billboard 200 - Certification RIAA : —                  |
| Eminem, Yelawolf, Slaughterhouse, D-12, Bad Meets Evil, 50 Cent, Obie Trice | Shady XV                                                         | - Date de sortie : 24 novembre 2014 - Position au Billboard 200 - Certification RIAA : —                 |
| Yelawolf                                                                    | Love Story                                                       | - Date de sortie : 21 avril 2015 - Position au Billboard 200 - Certification RIAA : —                    |
| Yelawolf                                                                    | Trial By Fire                                                    | - Date de sortie : 27 octobre 2017 - Position au Billboard 200 - Certification RIAA : —                  |
| Eminem                                                                      | Revival (réalisé avec Aftermath)                                 | - Date de sortie : 15 décembre 2017 - Position au Billboard 200 : 1 - Certification RIAA : —             |
| Eminem                                                                      | Kamikaze (réalisé avec Aftermath)                                | - Date de sortie : 31 août 2018 - Position au Billboard 200 - Certification RIAA : —                     |
| Westside Boogie                                                             | Everythings For Sale                                             | - Date de sortie : 25 janvier 2019 - Position au Billboard 200 - Certification RIAA : —                  |
| Yelawolf                                                                    | Trunk Muzik 3                                                    | - Date de sortie : 29 mars 2019 - Position au Billboard 200 - Certification RIAA : —                     |
| Eminem                                                                      | Music to be Murdered By (réalisé avec Aftermath)                 | - Date de sortie : 17 janvier 2020 - Position au Billboard 200 - Certification RIAA : —                  |
| Eminem                                                                      | Music to be Murdered By - Side B (réalisé avec Aftermath)        | - Date de sortie : 18 décembre 2020 - Position au Billboard 200 - Certification RIAA : —                 |
| Grip (rapper)GRIP                                                           | I Died For This!? (réalisé avec Stray Society)                   | - Date de sortie : 27 août 2021 - Position au Billboard 200 - Certification RIAA : —                     |
| Westside Boogie                                                             | MORE BLACK SUPERHEROES                                           | - Date de sortie : 17 juin 2022 - Position au Billboard 200 - Certification RIAA : —                     |
| Westside Boogie                                                             | MORE BLACK SUPERHEROES (LIMITED EDITION)                         | - Date de sortie : 18 novembre 2022 - Position au Billboard 200 - Certification RIAA : —                 |
| Ez Mil                                                                      | DU4LI7Y:REDUX (réalisé avec Aftermath et FFP Records)            | - Date de sortie : 11 août 2023 - Position au Billboard 200 - Certification RIAA : —                     |
| Eminem                                                                      | The Death of Slim Shady (Coup de Grâce) (réalisé avec Aftermath) | - Date de sortie : 12 juillet 2024 - Position au Billboard 200 - Certification RIAA : —                  |